# SIRGAS

Rede de estações GNSS do SIRGAS

SIRGAS (Sistema de Referência Geocêntrico para as Américas) é um sistema de referência geodésico resultado do levantamento de dados realizado por uma rede de estações GNSS de alta precisão distribuídos pelo continente.
As definições do SIRGAS são idênticas às do ITRS (International Terrestrial Reference System ou em português Sistema Internacional de Referência Terrestre).
Atualmente a rede conta cerca de 250 estações, das quais 48 pertencem à rede global do IGS, e à participação voluntária a mais de 50 entidades latino-americanas. As informações coletadas nestas estações são semanalmente processada pelo Deutsches Geodätisches Forschungsinstitut - DGFI (Instituto Alemão de Pesquisa Geodésica) na Alemanha.

## História
O sistema SIRGAS foi iniciado em Assunção, Paraguai em 1993 durante a conferência internacional para a definição de datum geocêntrico para a América do Sul. A conferência contou com a participação das seguintes entidades:
- Associação Internacional de Geodesia (AIG, IAG por suas siglas em inglês)
- Instituto Panamericano de Geografia e História (IPGH)
- National Imagery and Mapping Agency (NIMA, hoje National Geospatial-Intelligence Agency NGA)
- Institutos geográficos dos países participantes.

Parte dos primeiros resultados obtidos e apresentados no Rio de Janeiro em 1997, durante a assembleia científica da AIG, consistiu em uma rede com 58 estações GNSS distribuídas pelo continente que conformaram o sistema SIRGAS unindo-o a ITRF94 época 1995.4.
Inicialmente a sigla SIRGAS correspondia à Sistema de Referência Geocêntrico para a América do Sul, porém desde 2001, devido a integração ao sistema de estações na América Central, Estados Unidos e Canadá, definiu-se novamente a sigla para Sistema de Referência Geocêntrico para as Américas, significado utilizado atualmente. Como resultado deste processo, o sistema completo possui 184 estações, calculadas no ITRF2000 época 2000.1.

## Utilização pelos países

### Brasil
No Brasil em 2005 o Instituto Brasileiro de Geografia e Estatística (IBGE) definiu o SIRGAS em seu levantamento no ano 2000, que abrange somente a América do Sul, como o Datum Geodésico padrão para o Brasil. Ele passou a substituir o SAD69 e o Córrego Alegre.

## Veja-se também
- Geografia
- Cartografia
- Geodésia
- Sistema de Coordenadas Universal Transversal de Mercator